# Sybil Cholmondeley, Marchioness of Cholmondeley

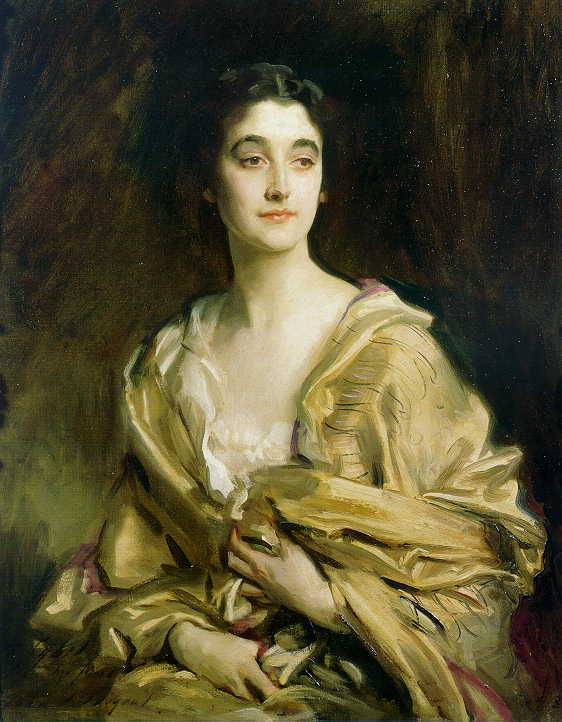
John Singer Sargent: Sibyl Cholmondeley, Countess of Rocksavage, Öl auf Leinwand, 1913

Sybil Cholmondeley, Marchioness of Cholmondeley CBE (* 20. Januar 1894 auf Trent Park bei London als Sybil Sassoon; † 26. Dezember 1989 auf Cholmondeley Castle in der Grafschaft Cheshire) war ein Mitglied der jüdischen Kaufmannsfamilie Sassoon. Der Familienname wird Tschahmli ausgesprochen.

## Leben

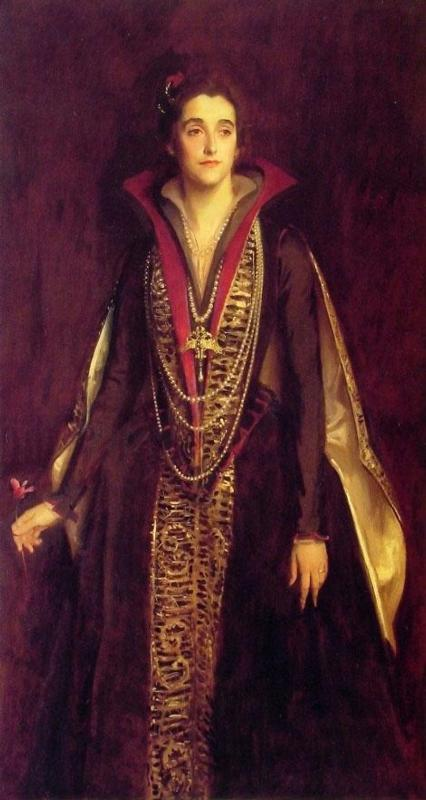
John Singer Sargent: Sybil Cholmondeley, Marchioness of Cholmondeley, Öl auf Leinwand, 1922

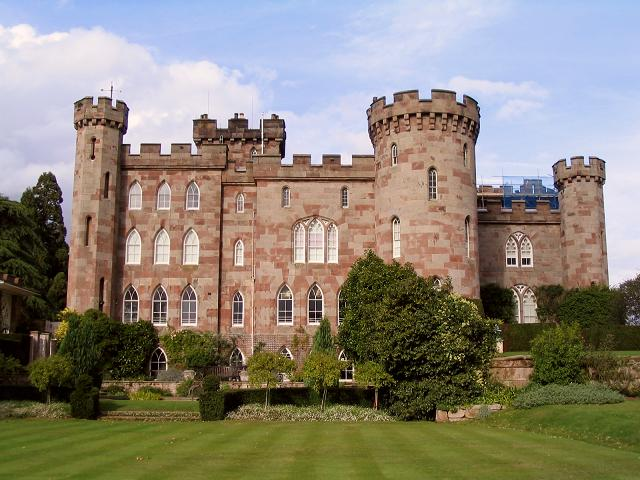
Cholmondeley Castle in der Grafschaft Cheshire

Lady Sybil Rachel Betty Cecile Sassoon war die einzige Tochter des wohlhabenden Unternehmers und Politikers Sir Edward Albert Sassoon, 2. Baronet (1856–1912) und seiner Ehefrau Aline Caroline de Rothschild (1865–1909), einer Tochter von Baron Gustave de Rothschild und Cécile Anspach. Ihr Vater gehörte zum engsten Kreis der jüdischen Geschäftsleute und Finanziers um den Prince of Wales und späteren König Edward VII.
Sie wurde ausschließlich zu Hause von Gouvernanten und Tutoren mit Hilfe der großväterlichen Bibliothek unterrichtet. Sie lernte perfektes Benehmen und gesellschaftliche Repräsentation. Der frühe Tod ihrer Eltern machte Lady Sybil und ihren Bruder, Sir Philip Sassoon (1888–1939), zu den wohlhabendsten Erben in Großbritannien. Ihre Dinnerparties, Cocktailempfänge und Wohltätigkeitsbälle für die Londoner Gesellschaft waren berühmt und füllten die Gesellschaftsspalten der Zeitungen.
Am 6. August 1913 heiratete Lady Sybil in London George Horatio Charles Cholmondeley, 8. Earl of Rocksavage (1883–1968), den ältesten Sohn von George Henry Hugh Cholmondeley, 4. Marquess of Cholmondeley und seiner Gattin Lady Winifred Ida Kingscote. Die Cholmondeleys gehören zu den bedeutendsten Familien der englischen Hocharistokratie. Aus der Ehe, die allen Berichten zufolge glücklich verlief, gingen drei Kinder hervor:
- Aline Caroline (1916–2015)
- George Hugh (1919–1990), 6. Marquess of Cholmondeley ⚭ 1947 Lavinia Margaret Leslie
- John George (1920–1986), Lord Cholmondeley ⚭ 1957 Maria Cristina Solari

Während des Zweiten Weltkrieges trat Sybil Cholmondeley der Women’s Royal Naval Service (Abkürzung: WRNS) bei, wo sie im Hauptquartier insbesondere mit Koordination und Administration befasst war. Nach dem Krieg kehrte Sybil Cholmondeley ins Privatleben zurück, widmete sich dem Landsitz Houghton und verschiedenen karitativen Projekten. Sie war wie ihr Bruder Philip eine Förderin der Bildenden Künste und stiftete einen Literaturpreis, die Cholmondeley Awards for Poets.

## Name in verschiedenen Lebensphasen
- 1894–1913 Lady Sybil Sassoon

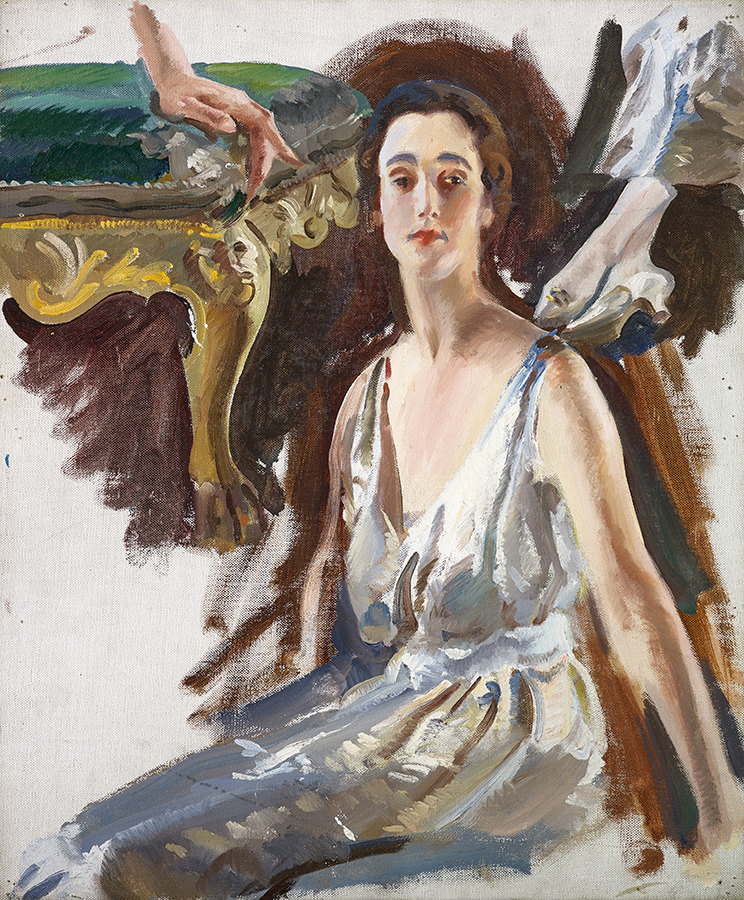

- 1913–1923 Sybil Cholmondeley, Countess of Rocksavage
- 1923–1968 Sybil Cholmondeley, Marchioness of Cholmondeley
- 1968–1989 Sybil Cholmondeley, Dowager Marchioness of Cholmondeley

## Auszeichnungen
- 1939–1945 Superintendent im Women’s Royal Naval Service
- 1939–1946 Chief Staff Officer im Women’s Royal Naval Service
- 1946 Commander des Order of the British Empire (CBE)